# Synchiropus grinnelli
Synchiropus grinnelli es una especie de peces de la familia Callionymidae en el orden de los Perciformes.

## Morfología
• Los machos pueden llegar alcanzar los 6,5 cm de longitud total.

## Hábitat
Es un pez de mar y de aguas profundas que hasta los 357 m  de profundidad.

## Distribución geográfica
Se encuentra en las Filipinas y Indonesia.

## Observaciones
Es inofensivo para los humanos